# ویلهلم لوتسوو
ویلهلم لوتسوو (آلمانی: Wilhelm Lützow; ۱۹ مهٔ ۱۸۹۲ – ۱ ژانویهٔ ۱۹۱۶) شناگر و نظامی اهل آلمان بود.